# Winneshiek County
Das Winneshiek County ist ein County im US-amerikanischen Bundesstaat Iowa. Im Jahr 2020 hatte das County 20.070 Einwohner und eine Bevölkerungsdichte von 11,2 Einwohnern pro Quadratkilometer. Der Verwaltungssitz (County Seat) ist Decorah, benannt nach einem Häuptling der Ho-Chunk-Indianer.

## Geografie
Das County liegt im Nordosten von Iowa und grenzt im Norden an Minnesota; 40 km östlich bildet der Mississippi die Grenze zu Wisconsin. Das Winneshiek County hat eine Fläche von 1786 Quadratkilometern, wovon ein Quadratkilometer Wasserfläche ist.
Der Upper Iowa River, ein rechter Nebenfluss des Mississippi, durchfließt in West-Ost-Richtung den Norden des Countys. Der Südwesten wird vom Turkey River durchflossen, der südöstlich des Countys ebenfalls in den Mississippi mündet.
An das Winneshiek County grenzen folgende Nachbarcountys:
| Fillmore County (Minnesota) |                | Houston County (Minnesota) |
| Howard County               |                | Allamakee County           |
| Chickasaw County            | Fayette County | Clayton County             |

## Geschichte
Das Winneshiek County wurde 1847 gebildet. Benannt wurde es nach einem Häuptling der Ho-Chunk-Indianer.

## Bevölkerung
Nach der Volkszählung im Jahr 2010 lebten im Winneshiek County 21.056 Menschen in 7869 Haushalten. Die Bevölkerungsdichte betrug 11,8 Einwohner pro Quadratkilometer. In den 7869 Haushalten lebten statistisch je 2,40 Personen.
Ethnisch betrachtet setzte sich die Bevölkerung zusammen aus 96,6 Prozent Weißen, 0,6 Prozent Afroamerikanern, 0,1 Prozent amerikanischen Ureinwohnern, 1,1 Prozent Asiaten sowie aus anderen ethnischen Gruppen; 0,8 Prozent stammten von zwei oder mehr Ethnien ab. Unabhängig von der ethnischen Zugehörigkeit waren 2,0 Prozent der Bevölkerung spanischer oder lateinamerikanischer Abstammung.
20,4 Prozent der Bevölkerung waren unter 18 Jahre alt, 62,8 Prozent waren zwischen 18 und 64 und 16,8 Prozent waren 65 Jahre oder älter. 50,4 Prozent der Bevölkerung war weiblich.

Das jährliche Durchschnittseinkommen eines Haushalts lag bei 50.693 USD. Das Prokopfeinkommen betrug 23.608 USD. 8,4 Prozent der Einwohner lebten unterhalb der Armutsgrenze.

## Ortschaften im Winneshiek County
Citys
| - Calmar - Castalia - Decorah - Fort Atkinson | - Jackson Junction - Ossian - Ridgeway - Spillville |

Census-designated place (CDP)
- Burr Oak

Andere Unincorporated Communities
| - Bluffton - Conover - Festina - Frankville | - Freeport - Hesper - Highlandville - Locust | - Nordness - Quandahl - Sattre |

## Gliederung
Das Winneshiek County ist in 20 Townships eingeteilt:
| Township            | Einw. (2010) | FIPS     |
| ------------------- | ------------ | -------- |
| Bloomfield Township | 546          | 19-90273 |
| Bluffton Township   | 445          | 19-90288 |
| Burr Oak Township   | 487          | 19-90414 |
| Calmar Township     | 1899         | 19-90447 |
| Canoe Township      | 536          | 19-90462 |
| Decorah Township    | 10.040       | 19-90924 |
| Frankville Township | 447          | 19-91434 |

| Township          | Einw. (2010) | FIPS     |
| ----------------- | ------------ | -------- |
| Fremont Township  | 220          | 19-91485 |
| Glenwood Township | 632          | 19-91578 |
| Hesper Township   | 455          | 19-91917 |
| Highland Township | 254          | 19-91956 |
| Jackson Township  | 265          | 19-92181 |
| Lincoln Township  | 665          | 19-92631 |
| Madison Township  | 436          | 19-92787 |

| Township             | Einw. (2010) | FIPS     |
| -------------------- | ------------ | -------- |
| Military Township    | 1308         | 19-92937 |
| Orleans Township     | 289          | 19-93201 |
| Pleasant Township    | 438          | 19-93384 |
| Springfield Township | 429          | 19-93984 |
| Sumner Township      | 311          | 19-94056 |
| Washington Township  | 954          | 19-94587 |